# Lothar Frank (Bankier)
Lothar Frank (* 15. Januar 1900 in Stuttgart; † 22. Januar 1985 in Hollywood) war ein deutschamerikanischer Volkswirtschaftler, Bankier und Unternehmer. Er arbeitete von 1925 bis 1936 für das Statistische Reichsamt, das Stuttgarter Bankhaus Gebr. Rosenfeld und für die deutsche Dachgesellschaft der Prager Petschek-Unternehmen in Berlin. 1936 emigrierte er in die USA, wo er in Hollywood als Wertpapiermakler und Anlageberater arbeitete, unter anderem für die deutsche Exilgemeinde. Sein Sohn Anthony M. Frank wurde Präsident einer großen Spar- und Darlehenskasse und amerikanischer Generalpostmeister.

## Herkunft
Lothar (Günther) Frank, amerikanisiert Lothar G. Frank, wurde am 15. Januar 1900 als viertes Kind von Sigismund Frank (1848–1930) und Lina Frank geb. Rothschild (1865–1960) in Stuttgart geboren. Die Familie wohnte seit 1895 in der Johannesstraße 26 und ab 1902 in einem eigenen Haus in der Forststraße 68.
Lothar Franks Eltern hatten sich als assimilierte Juden in die bürgerliche Stuttgarter Gesellschaft integriert. Sein Vater Sigismund Frank war Teilhaber des Stuttgarter Bankhauses Gebr. Rosenfeld. Die Familie gehörte auf Grund ihres Wohlstands und ihrer gesellschaftlichen Stellung zum sogenannten Großbürgertum. Die Stuttgarter Historikerin Maria Zelzer zählt die Franks zu den „neu aufstrebenden Reichen der Stuttgarter jüdischen Gemeinde“: im Jahr 1914, als es in Stuttgart 250 Millionäre gab, waren darunter 33 Juden, und Franks Vater verfügte über ein Vermögen von zwei Millionen Mark (dies entspricht fast 10 Millionen Euro).

## Studium
Lothar Frank besuchte das Eberhard-Ludwigs-Gymnasium in Stuttgart und legte 1919 das Abitur ab. Bis 1924 studierte er Rechts- und Staatswissenschaften sowie Soziologie in Tübingen, Innsbruck, Berlin, Freiburg im Breisgau und dann wieder in Tübingen. Seine Lehrer in Tübingen waren Herbert von Beckerath (Staatswissenschaften), Ludwig von Köhler (Öffentliches Recht und Sozialwissenschaften), Curt Eisfeld (Betriebswirtschaft, Bank- und Sparkassenwesen) und Robert Wilbrandt (Volkswirtschaftslehre und Finanzwissenschaften). Am 24. Mai 1924 legte er als erster Absolvent in Deutschland die Diplomprüfung für Volkswirte ab und promovierte zum Dr. rer. pol. bei Curt Eisfeld mit der Dissertation „Die Württembergischen Sparkassen und die Geldentwertung“. Das Thema seiner Doktorarbeit war in der Zeit der Inflation nach dem Ersten Weltkrieg hochaktuell, außerdem war Lothar Frank durch die Tätigkeit des Vaters in einem Bankhaus mit dem Thema wohlvertraut. Das Studium sollte ihm eine gute Grundlage für seine spätere Laufbahn als Bankier bieten.
Während des Studiums in Berlin 1921 oder in Tübingen von 1921 bis 1924 lernte Lothar Frank seine spätere Ehefrau, die am 22. Dezember 1900 geborene Elisabeth Roth kennen. Ihr Vater Albrecht Roth war Richter und Direktor der Strafanstalt in ihrem Geburtsort Delmenhorst, später in Vechta. Ihre Mutter war Minna Roth geb. Koch, eines von drei Kindern des Bremerhavener Schulvorstehers Anton Koch und seiner jüdischen Frau Minna Koch geb. Löwenstein. Ein Bruder ihrer Mutter, Erich Koch, war in der Weimarer Republik Mitglied der linksliberalen Partei DDP (Deutsche Demokratische Partei) und zeitweise Innenminister bzw. Justizminister. Koch musste aufgrund seiner öffentlich geäußerten Gegnerschaft und wegen der „halbjüdischen“ Herkunft seiner Mutter mit Repressalien der Nazis rechnen. Er emigrierte daraufhin 1933 mit seiner Familie nach Brasilien. Elisabeth Roth studierte von 1920 bis 1924 Rechtswissenschaft und Nationalökonomie in Marburg, Berlin und Tübingen, wo sie 1924 beim Steuerrechtler und Finanzwissenschaftler Theodor von Pistorius mit der Dissertation „Staat und Steuer in der deutschen Finanztheorie“ zum Dr. rer. pol. promovierte.

## Leben und Beruf

### Deutschland
Von 1924 bis 1925 absolvierte Lothar Frank eine Banklehre, während seine spätere Frau Elisabeth Roth als Beamtin beim Bankhaus A. Spiegelberg in Hannover arbeitete. Von 1925 bis 1927 lebten Lothar Frank und Elisabeth Roth in Berlin. Sie bekleidete eine Stelle als Volkshochschuldozentin, er war wissenschaftlicher Mitarbeiter des Statistischen Reichsamts. Während dieser Zeit veröffentlichte er eine Aufsatzreihe in der Zeitschrift „Die Arbeit. Zeitschrift für Gewerkschaftspolitik und Wirtschaftskunde“, dem theoretischen Organ des Allgemeinen Deutschen Gewerkschaftsbunds, für das sein ehemaliger Lehrer, der Genossenschaftssozialist Robert Wilbrandt ebenfalls Beiträge lieferte. Lothar Frank publizierte seine Aufsätze unter dem Reihentitel „Weltwirtschaftliche Übersicht“ und befasste sich darin mit dem aktuellen Zustand der Weltwirtschaft.
Es ist nicht bekannt, wann Lothar Frank und Elisabeth Roth heirateten, wahrscheinlich spätestens 1927, als sie nach Stuttgart zogen. Elisabeth Roth arbeitete wieder als Dozentin an der Volkshochschule, Lothar Frank trat als Teilhaber an Stelle seines Bruders Helmuth Frank in das Bankhaus Gebr. Rosenfeld ein (Helmuth Frank war 1924 aus der Bank ausgetreten und nach Genua verzogen). Die anderen Teilhaber waren sein Vater sowie Abraham und Edgar Einstein.
Nach dem Tod seines Vaters 1930 beendete Lothar Frank seine aktive Mitarbeit in der Bank und nahm in Berlin die Stelle eines Direktionsassistenten bei der deutschen Dachgesellschaft der Prager Petschek-Unternehmen an. In der NS-Zeit wurde der Sitz des jüdischstämmigen Unternehmens nach London verlegt. Über Lothar Franks Schicksal in dieser Zeit ist nichts Näheres bekannt, außer dass er 1933 aufgrund seiner Teilhaberschaft am Bankhaus Gebr. Rosenfeld für fünf Monate in Untersuchungshaft genommen wurde. Elisabeth Frank arbeitete als Dozentin an der Sozialen Frauenschule in Berlin. Sie gebar am 21. Mai 1931 das erste und einzige Kind des Ehepaars, den Sohn Anton (Melchior) Frank, der sich später amerikanisiert Anthony M. Frank nannte. Er wurde Präsident der sechstgrößten Spar- und Darlehenskasse der USA und bekleidete von 1988 bis 1992 das Amt des amerikanischen Generalpostmeisters.

### USA
1936 beschlossen Lothar und Elisabeth Frank aufgrund der Bedrohung durch das NS-Regime, in die USA zu emigrieren, und traten im November mit ihrem fünfjährigen Sohn Anton die Überfahrt nach New York an. In einem Brief an den in den USA lebenden Journalisten Rudolf Kommer schrieb Lothars Bruder, der Schriftsteller Bruno Frank, im Dezember 1936: „Er hatte einen sehr guten Direktor-Posten beim Kohlenkonzern Petschek, in Berlin, niemand tat ihm was; aber er konnte Deutschland nicht mehr aushalten und ging. … Für zwei Jahre hat er zu leben und wird, da er kaufmännisch und auch als Bankier seine Kenntnisse hat, sich schon fortbringen. … Übrigens ist er reizend, gescheit, aufgeschlossen und voller Humor.“
Nach der Ankunft in New York blieb Lothar Frank in der Stadt und arbeitet als Bote in der Wall Street für 12 $ die Woche. Elisabeth Frank ließ sich mit dem Sohn Anthony in Philadelphia nieder. Nach ihrem Studium am Bryn Mawr College, einer privaten Frauenhochschule, wurde sie zur Leiterin „im College“ ernannt und erwarb dort 1938 den Grad eines Magisters (M. A.) und das Graduate Certificate in Community Organization.
Spätestens seit 1939 war die Familie wieder vereint und lebte fortan in Hollywood. Lothar Frank arbeitete bis zu seinem Ruhestand 1965 als Wertpapiermakler und Anlageberater für Merrill Lynch. Nach dem Krieg war er außerdem stellvertretender Vorsitzender der Valentin-Mehler AG in Fulda und Aufsichtsratsmitglied verschiedener Firmen. Neben seiner beruflichen Tätigkeit war er auch aktiv in der jüdischen Gemeinde seiner neuen Heimat tätig (siehe #Jüdische Gemeinde). Elisabeth Frank bekleidete von 1939 bis 1965 die Position einer Beraterin und später Leiterin der wissenschaftlichen Abteilung der privaten Wohlfahrtsbehörde des Los Angeles County.

### Lebensabend
Elisabeth Frank starb im Alter von 68 Jahren am 25. März 1969 in Hollywood. Das letzte öffentlich bekannte Lebenszeichen von Lothar Frank ist ein Brief, den er 1981 an den Thomas-Mann-Biographen Peter de Mendelssohn schrieb. Er überlebte seine Frau um 16 Jahre und starb eine Woche nach seinem 85. Geburtstag am 22. Januar 1985 in Hollywood.

## Jüdische Gemeinde
Lothar Frank setzte sich in Kalifornien aktiv für die Belange der jüdischen Emigranten ein. Laut dem Immigranten-Almanach der deutschen Exilzeitschrift „Aufbau“ stand er im Hollywood-Büro der Zeitschrift als Berater für die Abwicklung von Bankgeschäften über Auslands- und Immigrantenkonten zur Verfügung
. Als Finanzberater beriet er auch prominente Emigranten, unter anderem Thomas Mann und den Dirigenten und Komponisten Bruno Walter, beide auch Freunde seines Bruders Bruno Frank.
Der Jewish Club of 1933 war ursprünglich als materielle Hilfsorganisation gegründet worden, die sich bald zu einer allgemeinen Interessenvertretung der jüdischen Emigranten entwickelte. Im Frühjahr 1942 waren Lothars Bruder Bruno Frank und Thomas Mann zu Ehrenmitgliedern des Clubs ernannt worden, nachdem sie sich in einer Anhörung vor einem Kongressausschuss (Tolan Committee) für eine großmütigere Behandlung sogenannter feindlicher Ausländer eingesetzt hatten.
Am 2. August 1942 wurde Lothar Frank für zwei Jahre als Mitglied des Board of Directors (Vorstands) des Jewish Club of 1933 gewählt. Nach Ablauf seiner Amtszeit wurde er bei der nächsten Wahl am 24. Juli 1944 nicht wiedergewählt.

## Veröffentlichungen
- Die württembergischen Sparkassen und die Geldentwertung. Tübingen : Dissertation, 1924.
- Weltwirtschaftliche Übersicht. Der Welthandel vor und nach dem Kriege. In: Die Arbeit : Zeitschrift für Gewerkschaftspolitik und Wirtschaftskunde, 2. Jahrgang, 1925, Heft 11, Seite 712–716, online:.
- Weltwirtschaftliche Übersicht. Die Verschiebung in der europäischen Schwerindustrie. In: Die Arbeit : Zeitschrift für Gewerkschaftspolitik und Wirtschaftskunde, 3. Jahrgang, 1926, Heft 1, Seite 63–65, online:.
- Weltwirtschaftliche Übersicht. Die Lage der Weltwirtschaft im Jahre 1925. In: Die Arbeit : Zeitschrift für Gewerkschaftspolitik und Wirtschaftskunde, 3. Jahrgang, 1926, Heft 4, Seite 269–274, online:.
- Weltwirtschaftliche Übersicht. Verschiebungen in der Produktion wichtiger Grundstoffe gegenüber der Vorkriegszeit. In: Die Arbeit : Zeitschrift für Gewerkschaftspolitik und Wirtschaftskunde, 3. Jahrgang, 1926, Heft 7, Seite 466–470, online:.
- Weltwirtschaftliche Übersicht. Die einzelnen Erdteile in der Rohstoffproduktion vor und nach dem Kriege. In: Die Arbeit : Zeitschrift für Gewerkschaftspolitik und Wirtschaftskunde, 3. Jahrgang, 1926, Heft 8, Seite 530–534, online:.

### Leben
- Lothar Frank. In: Immo Eberl; Helmut Marcon: 150 Jahre Promotion an der Wirtschaftswissenschaftlichen Fakultät der Universität Tübingen : Biographien der Doktoren, Ehrendoktoren und Habilitierten 1830 – 1980 (1984). Stuttgart 1984, Nummer 951.
- Elisabeth Roth. In: Immo Eberl; Helmut Marcon: 150 Jahre Promotion an der Wirtschaftswissenschaftlichen Fakultät der Universität Tübingen : Biographien der Doktoren, Ehrendoktoren und Habilitierten 1830 – 1980 (1984). Stuttgart 1984, Nummer 957 (Elisabeth Roth).
- Sascha Kirchner: Der Bürger als Künstler. Bruno Frank (1887–1945) – Leben und Werk. Düsseldorf 2009, Seite 17–18, 138, 209, 227–228, 278.
- Frank, Anthony M. In: Charles Moritz (Herausgeber): Current Biography Yearbook 1991, Band 52. New York 1991, Seite 226–229.
- Johanna W. Roden: In memoriam Lothar Frank. In: Ernst Loewy u. a.: Nachrichtenbrief [der Gesellschaft für Exilforschung] / Newsletter: 1984 bis 1993 mit Gesamtregister. Berlin 1995, Nummer 4, Dezember 1985, Seite 30, online.
- Maria Zelzer: Weg und Schicksal der Stuttgarter Juden. Ein Gedenkbuch. Stuttgart 1964, Seite 34, 63, 74, 465 (Sigismund Frank, Lothar Frank, Bankhaus Gebr. Rosenfeld).

### Archive
- Staatsarchiv Ludwigsburg:
  - F 303 II Bü 35,  Handelsregisterakten Bankhaus Gebr. Rosenfeld.
  - EL 350 I Bü 1033, 31777, Entschädigungssachen Lina Frank, Bankhaus Gebr. Rosenfeld.